# Тугаловское сельское поселение
Тугаловское се́льское поселе́ние — муниципальное образование в Уватском районе Тюменской области Российской Федерации.
Административный центр — село Тугалово.

## История
Исторический правоприемник Тугаловского сельсовета.
Статус и границы сельского поселения установлены Законом Тюменской области от 5 ноября 2004 года № 263 «Об установлении границ муниципальных образований Тюменской области и наделении их статусом муниципального района, городского округа и сельского поселения».

## Население
| 2010 | 2011 | 2012 | 2013 | 2014 | 2015 | 2016 |
| ---- | ---- | ---- | ---- | ---- | ---- | ---- |
| 202  | →202 | →202 | ↗203 | ↗206 | ↘198 | ↗200 |
| 2017 | 2018 | 2019 | 2020 | 2021 |      |      |
| ↗204 | ↘203 | ↗206 | ↘204 | ↘126 |      |      |

## Состав сельского поселения
| № | Населённый пункт | Тип населённого пункта       | Население |
| - | ---------------- | ---------------------------- | --------- |
| 1 | Тугалово         | село, административный центр | ↘126      |

Ранее в состав Тугаловского сельсовета входила упразднённая деревня Нижний Роман.